# Сеймінсько-турбінський феномен

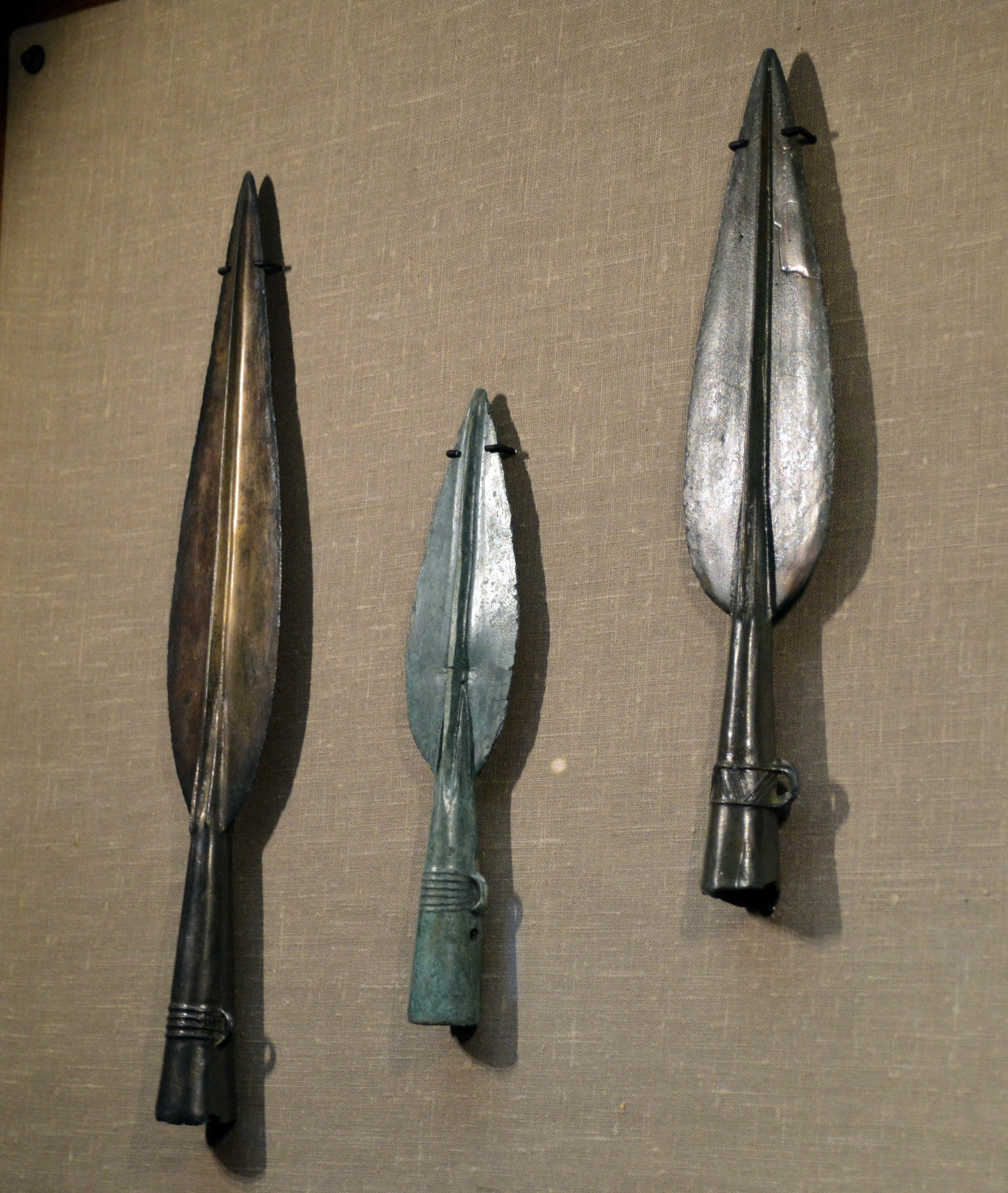
Наконечники списів з турбінського могильника

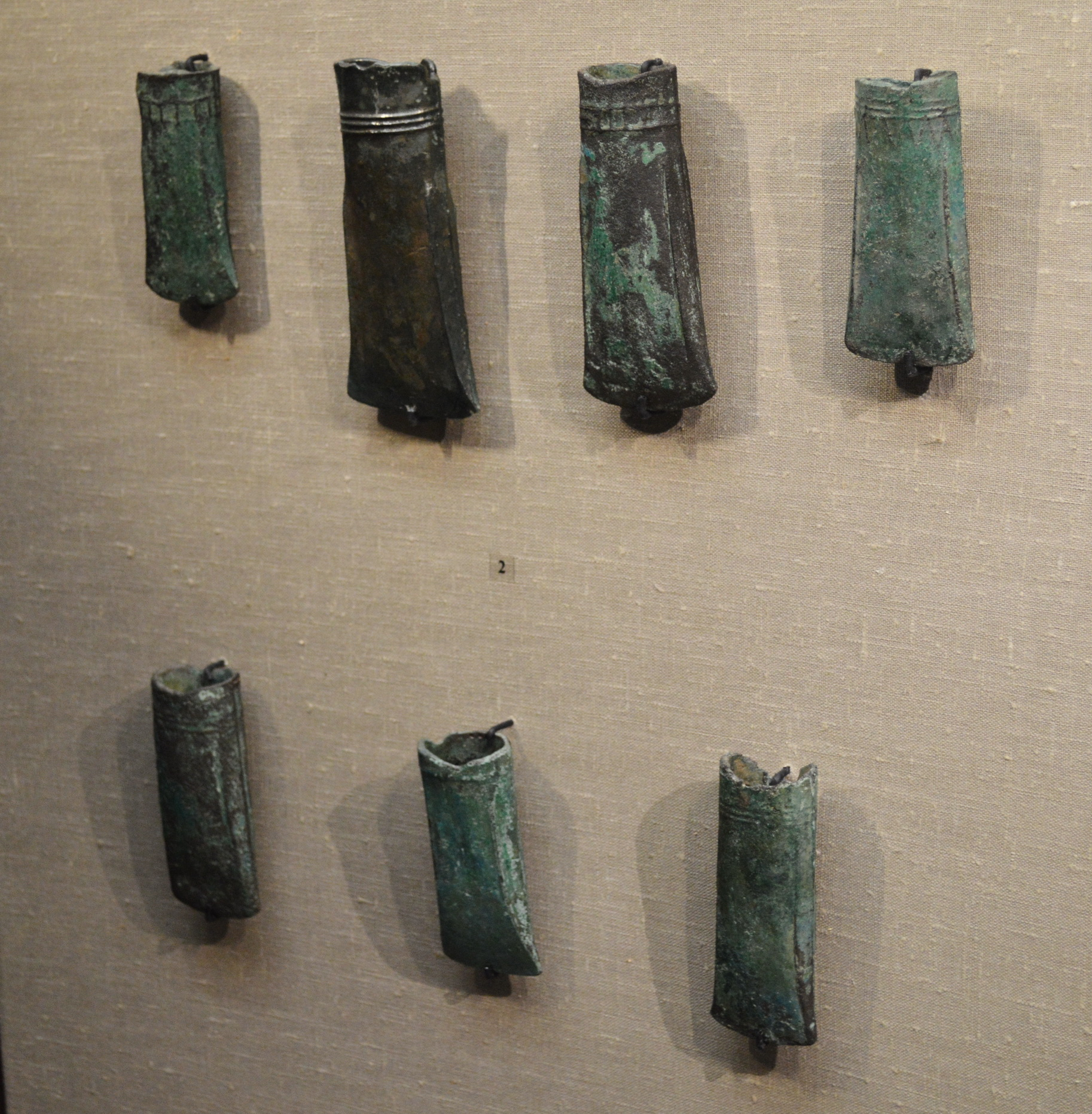
Кельти з Галицького скарбу

Сеймінско-турбінський міжкультурний феномен, Сеймінська культура — термін в археології, яким визначають різкі зміни в матеріальній культурі лісостепової смуги Євразії в середині II тисячоріччя до Р. Х..
Термін охоплює характерні металеві вироби, виявлені у численних похованнях на величезній території лісостепової смуги Євразії від Фінляндії до Монголії. Форми зброї й знарядь, кістяні пластинчасті обладунки, нефритові прикраси раніше були повністю невідомі у більшості культур Північної Євразії. Фактично всі основні сеймінсько-турбінські некрополі приурочені до великих водних магістралей і часто до гирл великих річок. Досі невідомі поселення, що були б пов'язані з цими могильниками воїнів-кочівників, що володіли металообробкою, використовували кінноту та двоколісні колісниці. Додавання феномена відбувалося, ймовірно, на підставі синтезу двох компонентів: «алтайського» (степи, лісостепу і передгір'я Алтаю) — племен металургів і конярів, й «тайгового» — племен рухомих тайгових мисливців та рибалок, що населяли простір від Єнісею до Байкалу, з якими пов'язаний багатий кам'яний й кістяний інвентар, а також прикраси з нефриту.
Носії сеймінсько-турбінського феномена були недостатньо сильні, щоб нападати на існуючі тоді розвинені культури бронзової доби, наприклад, у Центральній Азії.
Раніше в археології використовувався термін «сеймінсько-турбінська культура», який визнано невідповідним дійсності, оскільки сеймінсько-турбінські бронзові вироби одночасно охопили великий регіон з абсолютно різними археологічними культурами, й досить швидко зникли, тоді як культури продовжили своє існування.

## Етномовна атрибуція
Олександр Бадер вважав, що мова населення, що залишила Сеймінський могильник, була угро-фінською. Є. М. Черних та С. В. Кузьміних заперечують індоєвропейську мовну приналежність сеймінсько-турбінського населення. О. Х. Халіков вважає, що носії сеймінсько-турбінської культурної традиції були прототюрками або тунгусо-маньчжурами — представниками ще не розчленованої алтайської мовної спільності. К. Карпелан та О. Парпола вважають сеймінсько-турбінські спільноти самодійцями. В. В. Напольских та О. В. Головньов пов'язують джерело поширення сеймо-турбінців з афанасіївською культурою. На думку В. В. Напольских, дані лінгвістики й археології свідчать про помітню участю прототохарського (точніше — вже паратохарського) компонента в сеймінсько-турбінському міжкультурному феномені.
І. В. Ковтун обґрунтовує індоарійські витоки та ведійські сюжетні паралелі сеймінсько-турбінської металопластики, скульптури й орнаментальних ідеограм самусьської культури, зооморфних жезлів Північної та Центральної Азії II тисячоріччя до Р. Х..